# Тања Бабић
Тања Бабић (Београд, 1978) је српска сликарка.

## Биографија
Рођена је 2. децембра 1978. године у Београду. У родном граду је 2003. године дипломирала на Факултету ликовних уметности на сликарском одсеку у класи професора Зорана Вуковић. Магистарске студије је завршила 2006. године на истом одсеку Факултета ликовних уметности.
Учествовала је у раду неколико жирија и уметничких савета и на бројним ликовним колонијама. Излаже своје ликовно стваралаштво како у земљи тако и у свету. Члан је Удружења ликовних уметника Србије од 2004. године. Живи и ради у Београду.

## Самосталне изложбе
- 2014. Београд, Рађање Венере, Галерија УК Палилула
- 2014. Београд, Изложба цртежа и слика, Галерија СКЦ[2]
- 2014. Београд, Жене, Галерија Нова
- 2013. Београд, Одсјај, Галерија општине Врачар
- 2012. Београд, Гозба, УБСМ
- 2011. Београд, Стратегија дан+ноћ, Галерија Магацин
- 2010. Београд, Самостална изложба слика, Пета београдска Гимназија
- 2009. Београд, Круг, Галерија Дома војске Србије
- 2009. Београд, Самостална изложба, Галерија Авангарда
- 2007. Београд, Изложба слика, Галерија УЛУС
- 2007. Београд, Самостална изложба слика, Срећна галерија СКЦ
- 2006. Београд, Самостална изложба слика, Галерија општине Савски Венац
- 2006. Београд, Магистарска изложба Зен сликарство, Галерија ФЛУ
- 2005. Београд, Изложба слика, Срећна галерија СКЦ

## Групне изложбе
- 2015. Београд, Групна изложба 7 уметника, Галерија YUGOEXPORT-а
- 2015. Нови Сад, Ноа, Културни центар Нови Сад
- 2015.
- 2015.  2015, групна изложба, [3]
- 2014. Београд, Групна изложба Погледи, Галерија 73
- 2014. Нови Сад, NOA 2014, Културни центар Нови Сад
- 2014. Крушевац, УЛУС, Галерија крушевачког позоришта
- 2014. Београд,
- 2014 Београд, NOA 2014, Културни центар
- 2014. Београд, Групна изложба, Е галерија
- 2014. Београд, Мартовска изложба, Галерија Раковица
- 2014. Београд, Групна изложба, Галерија УК Палилула
- 2013. Београд, Новогодишња изложба чланова УЛУС-а
- 2013. Београд, Изложба, Галерија 73
- 2012. Београд, Изложба сликара-сарадника, Центар за визуелне уметности УК Палилула
- 2012. Београд, 12 соба - 12 уметника, Арт Маркет, Музеј Краља Петра
- 2012.
- 2011. Београд, Ноћ отворених атељеа, ФЛУ
- 2009. NEW YORK, Ноћ 1000 цртежа, GALERY ARTIST SPACE
- 2008. Београд, Децембарски салон, Галерија УЛУС-а
- 2008. Београд, STEP OUT 3, Колективна изложба, Галерија Магацин
- 2008. Београд, Летња продајна изложба, Галерија УЛУС-а
- 2008. Београд, Новогодишња изложба, Галерија УЛУС-а
- 2007. Шабац, Јаловичка колонија, Народни музеј Шабац
- 2007. Београд, Пролећна изложба, Галерија УЛУС-а
- 2006. Нови Београд, Самостални заједно, СКЦ
- 2006 Београд, Пролећна изложба слика, Галерија УЛУС-а
- 2005. Врбас, Изложба–YU палета младих, Културни центар Врбас
- 2004. Београд, Новогодишња изложба, Галерија УЛУС-а
- 2002. Београд, Изложба студенских радова, UPART, DOWNTOWN
- 2002. Београд,  Изложба цртежа и скулптура студената ФЛУ, Галерија Дома омладине
- 2001. Београд,  Изложба слика и скулптура студената ФЛУ, Галерија Дома омладине
- 2000. Београд, Изложба Лемек, Галерија Дома војске Србије

## Галерија радова
- Bez naziva, kombinovana tehnika na papiru,100x70cm
- Bez naziva, ulje na platnu, 60x80cm
- Bez naziva, ulje na platnu, 1x1,5m
- Crno-crveni triptih, ulje na platnu, 3x1,5m
- Grad, kombinovana tehnika na papiru, 100x70cm
- Kompozicija br. 5, ulje na platnu, 2x1,5m
- Kompozicija br. 7, ulje na platnu, 2x1,5m
- Leto, ulje na platnu, 100x70cm
- Roze triptih, ulje na platnu, 3x1,5m
- Pogled, ulje na platnu, 3x1m
- Putovanje, ulje na platnu, 2x1,5m